# Маяк острова Сегин
Маяк острова Сегин (англ. Seguin Light) — маяк, расположенный на небольшом острове Сегин, который находится к югу от устья реки Кеннебек, округ Сагадахок, штат Мэн, США. Построен в 1797 году. Автоматизирован в 1985 году. Самый высокий среди маяков штата Мэн по высоте над уровнем моря.

## История
В устье реки Кеннебек судоходство было достаточно интенсивным еще в то время, когда штат Мэн был частью штата Массачусетс. Небольшой остров Сегин с высоким холмом, расположенный около ее устья, идеально подходил для строительства маяка. Петицию с просьбой о создании в этом месте маяка местные жители составили в 1786 году. В феврале 1794 года штат Массачусетс выделил землю под строительство маяка, и в этом же году Конгресс США выделил средства на его строительство. Строительство было завершено в октябре 1796 года. Маяк представлял собой восьмиугольную деревянную башню, построенную на каменном фундаменте и дом смотрителя, построенный отдельно. Однако состояние деревянных построек быстро ухудшалось, и в 1819 году Конгресс выделил 2 500$ на строительство новых башни и дома смотрителя. В 1820 году строительство было завершено. Башня высотой 6,5 метров была сделана из камня, как и дом смотрителя. К комплексу зданий маяка в 1837 году добавили противотуманную колокольню. Постройка 1820 года не подходила для установки линзы Френеля, и в 1856 году Конгресс выделил 35 000$ на строительство новой башни и дома смотрителя и замену осветительного аппарата. В 1857 году строительство было завершено. Комплекс зданий нового маяка включал в себя цилиндрическую башню из гранитных блоков,  двухэтажный кирпичный дом смотрителя, соединенный с башней крытым переходом, и небольшую котельную. Линза Френеля, установленная в маяке том же году, используется и по сей день. Маяк был автоматизирован Береговой охраной США в 1985 году.
В 1977 году он был включен в Национальный реестр исторических мест.
В апреле 2019 года маяк был временно отключен из-за проблем с подводным кабелем питания. В связи с чем было принято решение установить на маяке солнечные батареи. На время строительства Береговая охрана установила небольшой временный маяк.